# Bruno Sergio Pizarro Espoz
Bruno Sergio Pizarro Espoz (Copiapó, 1858-Santiago, 21 de octubre de 1923) fue un político conservador chileno. 

## Biografía
Estudió en el Liceo y en el Seminario de Copiapó. No obtuvo título profesional, se dedicó entonces a labores agrícolas y a la actividad industrial, con el cual logró grandes dividendos.
Se casó con Jertrudis Espoz, su prima, con quien tuvo una vasta descendencia.
Desde joven luchó afanosamente con un espíritu progresista y decide ingresar al Partido Conservador. Viajó a Argentina por asuntos comerciales, regresó y pasó a desempeñarse como Regidor de Copiapó.
Miembro de la Delegación universitaria de la Escuela de Minas de Copiapó (esta delegación tenía por objeto lograr la autonomía en el otorgamiento de títulos superiores por parte de dicha escuela, hasta esa época los alumnos egresados eran examinados indistintamente en el tiempo por la Universidad de Chile o por ministerios) , de la Junta de Caminos, de la de Vigilancia de la Escuela de Minas, secretario general y superintendente del Cuerpo de Bomberos. Vivió alternativamente entre Copiapó y Santiago.
Elegido Diputado por la agrupación departamental de Copiapó, Chañaral, Vallenar y Freirina por cinco períodos consecutivos (1909-1924). Integró las Comisiones permanentes de Gobierno y en la de Legislación y Justicia.
Su labor parlamentaria la dedicó a buscar medidas de protección de la economía, para hacer surgir a su provincia, empobrecida después de su tradicional opulencia minera. A sus esfuerzos, debió Atacama la adquisición del ferrocarril de Copiapó, de carácter fiscal; la baja de los fletes, cuadruplicando la extracción de minerales; el gran auge de la escuela de Minería, llamada a formar mineros prácticos e instruidos.
Contribuyó eficazmente al mejoramiento de los puertos de Huasco y Chañaral. Consiguió la construcción del Hospital y Liceo de Copiapó, el Hospital de Freirina, los caminos departamentales e internacionales, el aprovisionamiento de agua en la capital de Atacama recibieron socorro e impulsos fiscales.
Su último período parlamentario (1921-1924), no fue concluido, al fallecer en octubre de 1923, siendo reemplazado por elección complementaria, por el radical Nicolás Marambio Montt.